# Armoy
Armoy est une commune française située dans le département de la Haute-Savoie, en région Auvergne-Rhône-Alpes.

## Géographie

### Situation

#### Localisation

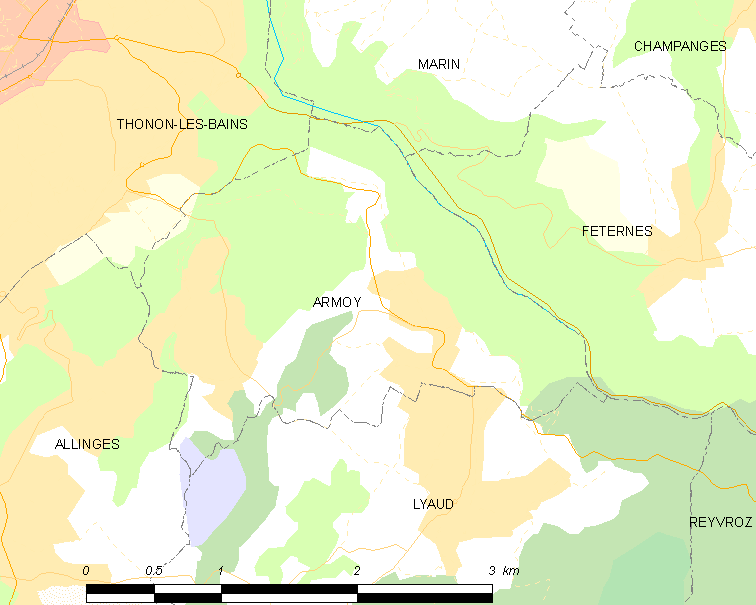
Territoire d'Armoy et les communes limitrophes.

La commune d'Armoy est située en Haute-Savoie. Elle est limitrophe de Thonon-les-Bains, sous-préfecture du département, située au nord-est.

#### Climat
Le climat y est de type montagnard du fait de la présence du massif alpin.

#### Voies de communication et transports
- Route départementale D26 reliant Thonon-les-Bains à Cluses.
- L'autoroute A40, sortie n°14 à Annemasse ou sortie n°15 à Nangy.
- Gare SNCF à Thonon-les-Bains.
- Aéroport international de Genève à 44 km.

## Urbanisme

### Typologie
Au 1er janvier 2024, Armoy est catégorisée ceinture urbaine, selon la nouvelle grille communale de densité à sept niveaux définie par l'Insee en 2022.
Elle appartient à l'unité urbaine de Thonon-les-Bains, une agglomération intra-départementale regroupant treize  communes, dont elle est une commune de la banlieue,,. Par ailleurs la commune fait partie de l'aire d'attraction de Thonon-les-Bains, dont elle est une commune de la couronne,. Cette aire, qui regroupe 18 communes, est catégorisée dans les aires de 50 000 à moins de 200 000 habitants,.

### Occupation des sols
L'occupation des sols de la commune, telle qu'elle ressort de la base de données européenne d’occupation biophysique des sols Corine Land Cover (CLC), est marquée par l'importance des forêts et milieux semi-naturels (59,9 % en 2018), en augmentation par rapport à 1990 (56,6 %). La répartition détaillée en 2018 est la suivante : 
forêts (59,9 %), zones urbanisées (24,6 %), prairies (12,8 %), zones agricoles hétérogènes (1,9 %), zones humides intérieures (0,7 %), terres arables (0,1 %).
L'IGN met par ailleurs à disposition un outil en ligne permettant de comparer l’évolution dans le temps de l’occupation des sols de la commune (ou de territoires à des échelles différentes). Plusieurs époques sont accessibles sous forme de cartes ou photos aériennes : la carte de Cassini (XVIIIe siècle), la carte d'état-major (1820-1866) et la période actuelle (1950 à aujourd'hui).

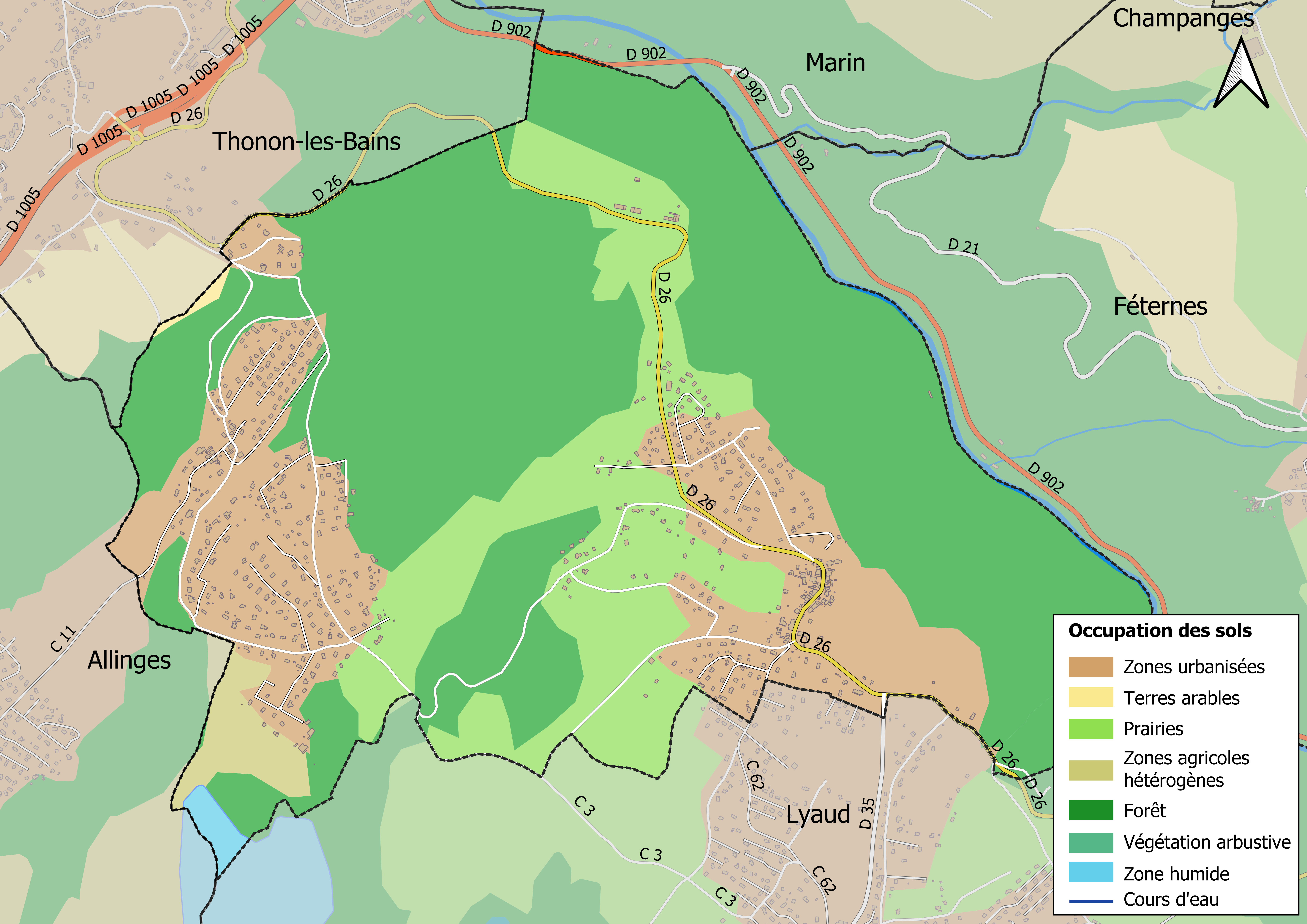
Carte des infrastructures et de l'occupation des sols en 2018 (CLC) de la commune.
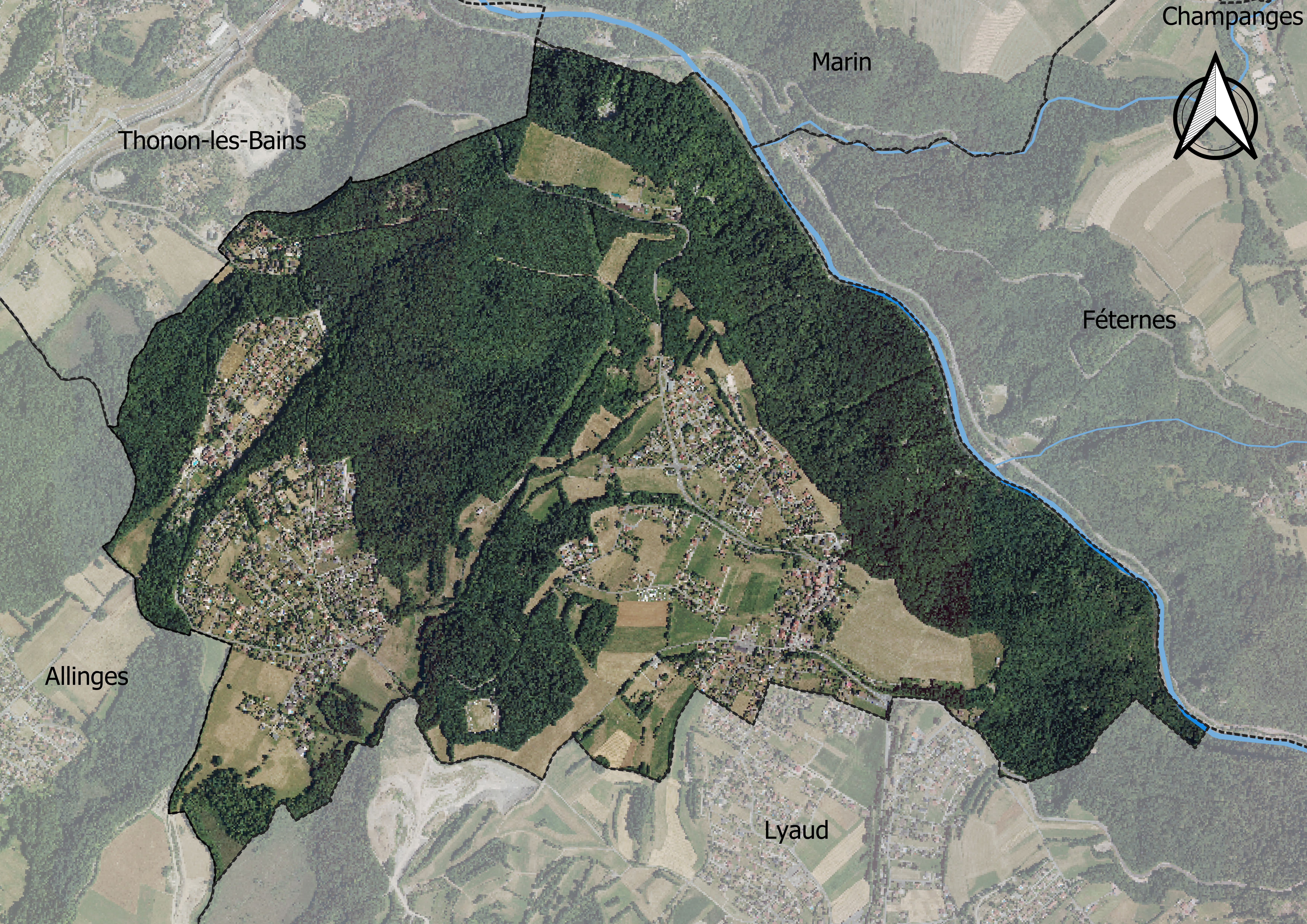
Carte orthophotogrammétrique de la commune.

## Toponymie
Dans les documents médiévaux, La Table est mentionnée sous les formes suivantes Annone (1275), Armoy (vers 1344), Armury (XIVe siècle). Selon le site d'Henry Suter, le toponyme peut dériver du nom d'un ancien domaine gallo-romain, peut-être *[villa] Annonia*, soit un domaine ayant appartenu à un certain Annonius.
En francoprovençal, le nom de la commune s'écrit Armoué, selon la graphie de Conflans.

## Histoire
Une plâtrière a été créée en 1844, utilisant la houille blanche de la Dranse et les carrières à ciel ouvert. Elle est fermée en 1934.
La commune est créée par un décret du 7 mai 1870 à partir d'une section du territoire de Lyaud-Armoy.

## Politique et administration

### Situation administrative
Armoy appartient au canton de Thonon-les-Bains, qui compte selon le redécoupage cantonal de 2014 12 communes. Avant ce redécoupage, elle appartenait au canton de Thonon-les-Bains-Est, créé en 1995 des suites de la scission de l'ancien canton de Thonon-les-Bains.
Elle forme avec sept autres communes la communauté de communes des collines du Léman (CCCL).
Armoy relève de l'arrondissement de Thonon-les-Bains et de la cinquième circonscription de la Haute-Savoie, dont le député est Marc Francina (UMP) depuis les élections de 2012.

### Liste des maires
| Période                                  | Période   | Identité         | Étiquette | Qualité  |
| ---------------------------------------- | --------- | ---------------- | --------- | -------- |
| Les données manquantes sont à compléter. |           |                  |           |          |
| 1989                                     | mars 2001 | Michel Hyacinthe |           |          |
| mars 2001                                | mars 2008 | Daniel Chaussée  | DVG       |          |
| mars 2008                                | mars 2014 | Laurent Rabhi    | DVG       |          |
| mars 2014                                | mars 2020 | Daniel Chaussée  | DVD       | Retraité |
| mars 2020                                | En cours  | Patrick Bernard  |           |          |

## Population et société
Ses habitants sont appelés les Armoisien(ne)s.

### Démographie
L'évolution du nombre d'habitants est connue à travers les recensements de la population effectués dans la commune depuis 1872. Pour les communes de moins de 10 000 habitants, une enquête de recensement portant sur toute la population est réalisée tous les cinq ans, les populations de référence des années intermédiaires étant quant à elles estimées par interpolation ou extrapolation. Pour la commune, le premier recensement exhaustif entrant dans le cadre du nouveau dispositif a été réalisé en 2008.

En 2022, la commune comptait 1 501 habitants, en évolution de +15,2 % par rapport à 2016 (Haute-Savoie : +6,01 %, France hors Mayotte : +2,11 %).
| 1872 | 1876 | 1881 | 1886 | 1891 | 1896 | 1901 | 1906 | 1911 |
| ---- | ---- | ---- | ---- | ---- | ---- | ---- | ---- | ---- |
| 306  | 293  | 304  | 277  | 261  | 267  | 232  | 228  | 242  |

| 1921 | 1926 | 1931 | 1936 | 1946 | 1954 | 1962 | 1968 | 1975 |
| ---- | ---- | ---- | ---- | ---- | ---- | ---- | ---- | ---- |
| 203  | 218  | 192  | 190  | 170  | 223  | 221  | 227  | 425  |

| 1982 | 1990 | 1999 | 2006  | 2008  | 2013  | 2018  | 2022  | - |
| ---- | ---- | ---- | ----- | ----- | ----- | ----- | ----- | - |
| 594  | 775  | 940  | 1 078 | 1 117 | 1 275 | 1 287 | 1 501 | - |

### Enseignement
- Deux écoles : chef-lieu et Lyaud.

### Manifestations culturelles et festivités
- Festival de théâtre (mars).

### Santé
Armoy bénéficie d'un kinésithérapeute

### Sports
Tous les ans Armoy propose un catalogue d'activité annuelle à pratiquer dans la salle communale

## Économie
L'économie de la commune d'Armoy repose principalement sur sa boulangerie "Chez Deville", famille de pâtissiers situés au centre du village depuis le XVIIIe siècle. Ils sont connus dans la région pour leurs fameuses "Tartes aux pommes d'Armoy"[réf. nécessaire].

## Culture locale et patrimoine

### Lieux et monuments

#### Monuments civils
Deux maisons de maîtres, possessions de la famille notable Dubouloz, situées au chef-lieu et à Lonnaz.
La maison à la Tour Carrée, à l'Ermitage, correspond à une ancienne chapelle de l'ancien Ermitage. Elle a été édifiée vers le XVe siècle. À la suite de la période d'occupation par les troupes révolutionnaires françaises, l'édifice devient une ferme, puis un lieu d'habitation.
L'ancienne mairie-école date de 1868. Elle est peu à peu remplacée par de nouveaux bâtiments à partir de 1958. La nouvelle mairie ainsi qu'une salle polyvalente communale sont construites en 1984.
La commune possède plusieurs fontaines : le bassin situé sur la Place du chef-lieu (1845), le bassin de l’Ermitage, ainsi que ceux de rue des Granges, vers l’Echo des Montagnes, et plus bas.

#### Monuments religieux
L'église Saint-Pierre, édifiée dans un style roman en pierre. Fondée très probablement entre le XIe siècle et le XIIe siècle, crypte du XIIIe siècle, restaurée en 1815, puis reconstruite à la suite d'un incendie en 1888. À côté de l'église se trouve le presbytère et son jardin. L'ancien cimetière s'y trouvait aussi, mais celui-ci a été réaménagé plus loin en 1882.
La commune compte plusieurs oratoires :
- l'oratoire dédié à saint Joseph, situé à Planaise, construit en 1884 ;
- l'oratoire dédié à saint Joseph, situé à Lonnaz, construit en 1972 ;
- l'oratoire dédié à Notre-Dame de La Salette, situé à l’Ermitage, érigée vers la fin du XIXe siècle.

Un ancien oratoire dédié à la Vierge, dit « petite chapelle », située au chef-lieu, a été détruite en 1958 lors de la construction des nouveaux locaux administratifs. À cette occasion, une réplique de la grotte de Lourdes a été réalisée en 1961.
On peut également observer plusieurs croix sur la commune (Passieux, Vignette, Lonnaz, Ermitage), érigées en 1867.

### Patrimoine industriel
Le territoire de la commune est le lieu d'exploitation d'anciennes plâtrières, exploitant le gypse. Celles-ci sont exploitées de 1944 à 1934,. Un projet de mise en valeur de ce patrimoine est envisagé à travers le label Géoparc européen.